# Revolutions per Minute (Reflection Eternal)
Revolutions per Minute è il secondo album del duo hip hop statunitense Reflection Eternal, pubblicato il 18 maggio 2010 e distribuito da Blacksmith e Warner Bros. Partecipano all'album J. Cole, Jay Electronica, Mos Def, Estelle, Bilal e Bun B. Il secondo prodotto del duo composto da Talib Kweli e Hi-Tek è accolto positivamente dalla critica ed entra nella principali classifiche del mercato statunitense, venendo 21 000 copie nella prima settimana.
| Recensione        | Giudizio |
| ----------------- | -------- |
| AllMusic          | [ 2 ]    |
| Alternative Press | [ 3 ]    |
| Spin              | [ 4 ]    |
| RapReviews        | [ 5 ]    |
| Pitchfork         | [ 6 ]    |

## Tracce
Musiche di Hi-Tek.
1. RPM's – 1:05 (musica: Daniel Seef co-prod.)
2. City Playgrounds – 4:43
3. Back Again (feat. Res) – 3:25
4. Strangers (Paranoid) (feat. Bun B) – 2:51
5. In This World – 3:36
6. Got Work – 4:16
7. Midnight Hour (feat. Estelle) – 4:39
8. Lifting Off (feat. Tekzilla) – 5:21
9. In the Red – 3:00
10. Black Gold Intro – 0:17
11. Ballad of the Black Gold (feat. Tekzilla & Imani Uzuri) – 5:33
12. Just Begun (feat. J. Cole, Jay Electronica & Mos Def) – 3:36
13. Long Hot Summer (feat. Belinda Lipscomb) – 2:22
14. Get Loose (feat. Chester French) – 5:33
15. So Good – 3:22
16. Ends (feat. Bilal) – 3:22
17. My Life (Outro) – 3:27

Durata totale: 60:28

## Classifiche

### Classifiche settimanali
| Classifica (2010)         | Posizione massima |
| ------------------------- | ----------------- |
| Stati Uniti               | 18                |
| US Digital Albums         | 11                |
| US Tastemakers Albums     | 9                 |
| US Top Rap Albums         | 3                 |
| US Top R&B/Hip-Hop Albums | 5                 |